# Yas (yacht)
Pour les articles homonymes, voir Yas (homonymie).
Le Yas est un yacht à moteur de luxe construit par Abu Dhabi Mar Shipyard à Abu Dhabi.
Il est la propriété de Hamdan bin Zayed bin Sultan Al Nahyan (en), membre de la dynastie régnante d'Abou Dabi.
En 2013, Yas détient le titre du huitième plus grand yacht privé du monde, avec ses 141 m de long.
L'architecte naval a été la société Koninklijke Schelde Groep BV (KSG) et l'aménagement intérieur et extérieur conçu par Pierrejean Design Studio basé à Paris.
Le bateau a été lancé en novembre 2011.

## Caractéristiques
Après quatre ans de construction, les chantiers Abu Dhabi Mar Shipyard à Abu Dhabi, Émirats arabes unis, lancent leur premier super-yacht, le Yas
Nommé Swift141 lors de son développement, le navire est construit sur la coque en acier d'une ancienne frégate HNLMS Piet Hein de la Marine royale néerlandaise de la classe  Kortenaer construite en 1978 et vendue à la Marine des Émirats arabes unis qui l'a utilisé sous le nom d’Al Emirat. Une deuxième frégate de la même classe est l'objet d'une conversion similaire : le HNLMS Abraham Crijnssen, rebaptisé Abu Dhabi et Swift135.
La coque de la frégate est en acier et la superstructure en composite léger ce qui contribue à permettre à l'énorme navire d'atteindre des vitesses impressionnantes.
Les dimensions du Yas sont de 141 mètres (462,7 pieds) de long pour une largeur de 15 m. Il est propulsé par 2 moteurs diesel MTU de 10 500 ch (7 830 kW) chacun qui permet au yacht d'atteindre une vitesse maxi de 26 nœuds au moyen de 2 hélices à pas variable. Sa vitesse de croisière est de 23 nœuds pour une autonomie de 5 000 milles nautiques.
Le super-yacht Yas offre un hébergement à 60 personnes dans ses espaces confortables et modernes, et est géré par une équipe de 56 membres. Il y a une plate-forme, une belle piscine à la poupe extérieure avec un spa, une hélisurface, un système de divertissement audio-visuel très avancé, un garage pour les annexes marins, une porte en fibre de carbone qui sert aussi de plate-forme d'embarquement ou de plateforme de bain.

Il est équipé de diverses technologies récentes, comme les radars de pointe et des caméras, des communications par satellite, de sonar sous-marin, et d'un dispositif d'imagerie infrarouge frontale (forward looking infrared ou FLIR).
Sa superstructure fait une part belle à des surfaces vitrées.